# Parzystość P

## Transformacja
Transformacja parzystości P jest dyskretną transformacją współrzędnych przestrzennych czasoprzestrzeni, tj.
{\displaystyle P:\quad \phi (x,y,z,t)\quad \mapsto \quad \phi (-x,-y,-z,t).}
Transformacja ta tworzy wraz z transformacją identycznościową {\displaystyle 1} grupę dyskretną {\displaystyle Z_{2}=\{P,1\},} gdyż {\displaystyle P\cdot P=1.}
W mechanice kwantowej transformacji tej odpowiada operatora parzystości P. Jest to operator unitarny.

## Wielkość fizyczna
Z własności grupy wynika, że {\displaystyle P\cdot P=1.} Funkcje własne o określonej parzystości spełniają równanie własne
{\displaystyle P\,\psi _{\lambda }=\lambda \,\psi _{\lambda }}
z {\displaystyle \lambda ^{2}=1.} Każdemu polu kwantowemu można więc przypisać wielkość fizyczną, którą nazywa się po prostu parzystością. Parzystość może więc być równa −1 lub +1. Stany z parzystością −1 nazywamy stanami nieparzystymi a stany z parzystością +1 stanami parzystymi.

## Symetria
Symetrię względem przekształcenia {\displaystyle P} nazywa się symetrią parzystości przestrzennej lub symetrią chiralną.
W fizyce mówi się o symetrii chiralnej lub o właściwościach chiralnych (czyli asymetrycznych) fundamentalnych sił i praw. Symetria chiralna ma szczególne zastosowanie w fizyce cząstek elementarnych. Spin jest nieodłącznie związany z cząstką i określa atrybut zwany skrętnością lub chiralnością (ang. chirality), a cecha ta nieodwracalnie wiąże kierunek spinu z kierunkiem ruchu cząstki.
Dla cząstki o spinie {\displaystyle s=1/2,} funkcja falowa musi spełniać równanie Diraca:
{\displaystyle (i\gamma ^{\mu }\partial _{\mu }-{\frac {m_{0}c}{\hbar }})\Psi (x^{\nu })=0.}
Funkcja falowa {\displaystyle \Psi } opisująca cząstki ma postać:
{\displaystyle \Psi _{1,2}=Ne^{-ipx}u_{1,2}}
albo też:
{\displaystyle \Psi _{3,4}=Ne^{ipx}v_{1,2},}
przy czym {\displaystyle u_{1,2}} bądź {\displaystyle v_{1,2}} są spinorami opisującymi odpowiednio cząstkę i antycząstkę. Wskaźniki odpowiadają cząstkom o m równym +1/2 lub też −1/2 oraz o skrętności +1 bądź −1. Jedna z macierzy {\displaystyle \lambda } tworzy operator {\displaystyle \Pi ,} taki, że:
{\displaystyle \Pi ^{+}\Psi =\Psi _{R}}
i jednocześnie
{\displaystyle \Pi ^{-}\Psi =\Psi _{L}.}
Oznacza to, że funkcja falowa będzie sumą {\displaystyle \Psi =\Psi _{R}+\Psi _{L},} gdzie składowe {\displaystyle \Psi _{R}} – funkcja falowa dla cząstki prawoskrętnej, {\displaystyle \Psi _{L}} – funkcja falowa dla cząstki lewoskrętnej.
Rzeczywistość prawoskrętna sprzęga się ze światem lewoskrętnym jedynie poprzez masę cząstki. Jeżeli masa cząstki {\displaystyle m=0,} to otrzymujemy dwa równania:
{\displaystyle i\gamma ^{\mu }\partial _{\mu }\Psi \partial _{R}=0}
oraz
{\displaystyle i\gamma ^{\mu }\partial _{\mu }\Psi \partial _{L}=0.}
Oznacza to, że jeden składnik opisuje świat cząstek prawoskrętnych {\displaystyle R} a drugi lewoskrętnych {\displaystyle L.} Równania {\displaystyle \Psi _{R}} i {\displaystyle \Psi _{L}} są niezależne. Wynika z tego, że światy {\displaystyle R} i {\displaystyle L} są niezależne od siebie i mamy do czynienia z symetrią określaną jako chiralna.

## Złamanie symetrii
W elektrodynamice, chemii (izomeria optyczna, chiralność cząsteczek) istnieje symetria parzystości – obiekty lewoskrętne i prawoskrętne podlegają tym samym prawom.
W biologii i fizyce słabych oddziaływań symetria parzystości jest złamana – obiekty lewoskrętne i prawoskrętne zachowują się inaczej.